# Clare (okrug)
Okrug Clare (en. County Clare, irs. Contae Chorcaí) je jedan od 32 povijesna okruga na otoku Irskoj, smješten u njegovom jugozapadnom dijelu, u pokrajini Cúige Mumhan (Munster).